# Dante Alimenti
Dante Alimenti (Gubbio, 1º settembre 1934 – Roma, 23 giugno 1988) è stato un giornalista e vaticanista della Rai italiano.

## Biografia
Nasce a Gubbio nel 1934. 

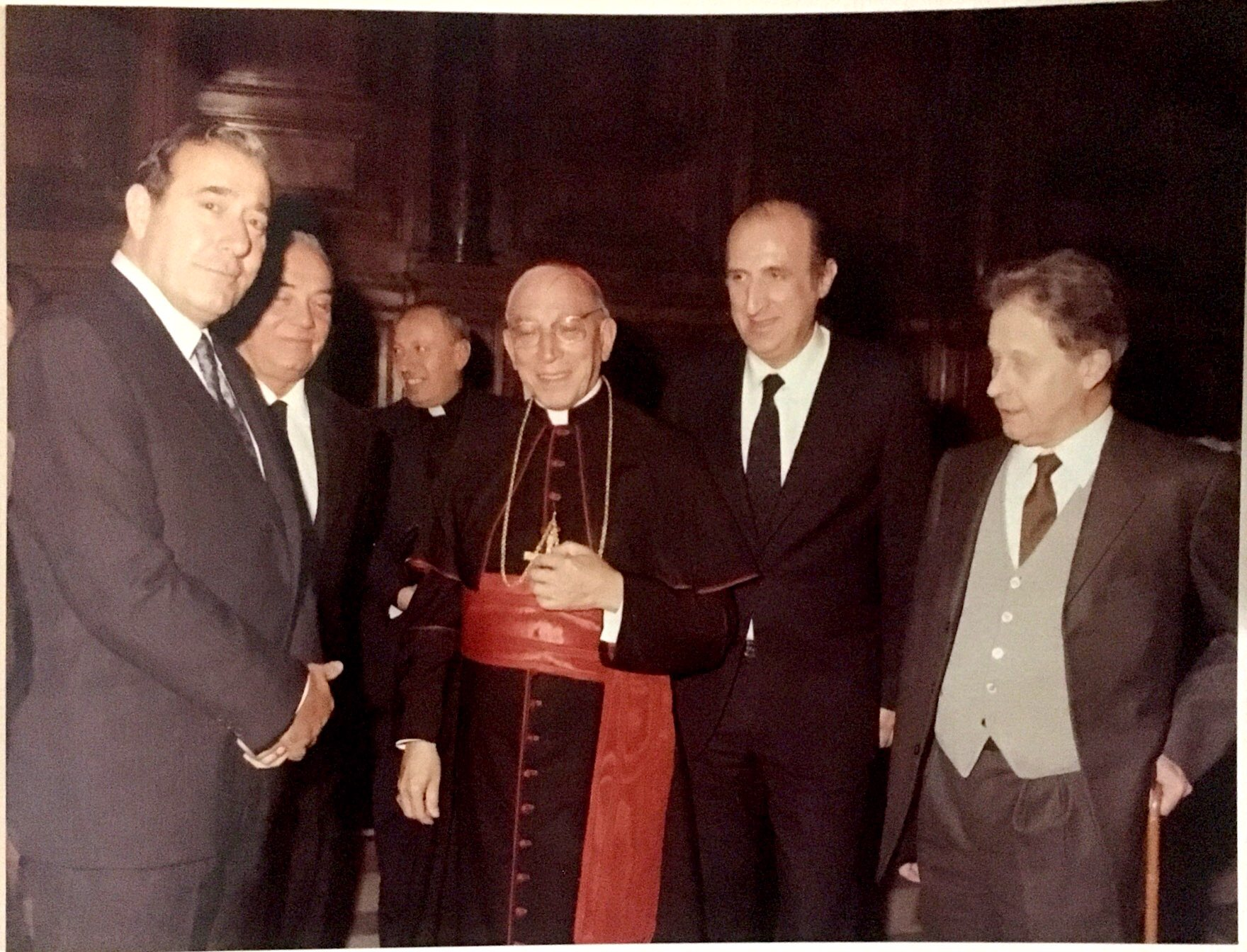
Da sinistra: Biagio Agnes,il professor Corrado Manni il segretario di stato Vaticano Agostino Casaroli, Dante Alimenti ed Emilio Rossi

Nel 1953 entra nella redazione del settimanale cattolico umbro La voce. Approda a Roma nel 1962 al Giornale Radio per poi passare successivamente al Telegiornale.

### L’approdo al TG1
Passato alla Rai, dove entra a far parte del vivaio di giornalisti di Ettore Bernabei. Negli stessi anni Villy De Luca riorganizza la testata giornalistica e promuove Dante Alimenti come caposervizio nella redazione di punta del Telegiornale; è poi tra fondatori del TG1. È stato uno dei più scrupolosi testimoni di un'era di profonde trasformazioni, e anche di acute lacerazioni.
Dapprima si occupa di politica interna, divenendone un esperto conoscitore e, nel 1975, con la riforma Rai diviene caporedattore del TG1. In quegli anni, nel TG1 diretto da Emilio Rossi (nel 1977 lo stesso Rossi fu gambizzato dalla Brigate Rosse e Dante Alimenti si prodigò prontamente per attivare i soccorsi); si occupa - oltre che di politica interna - anche di portare tutte le notizie dalle testate regionali verso quella nazionale.
In particolare si occupa delle elezioni politiche del 1976, della prima grande diretta dalla Scala, delle elezioni americane, di quelle del presidente della Repubblica e dei due conclavi del 1978.
In seguito incomincia ad orientarsi verso l'informazione vaticana. Nel 1974 intervista per la prima volta Karol Wojtyla, che diverrà pontefice pochi anni dopo, e diventa il primo giornalista vaticanista della Rai, dal 1980 al 1988. Collabora inoltre con L'Osservatore Romano e altre pubblicazioni cattoliche. In questa veste segue i papi Paolo VI, Giovanni Paolo I nel suo breve pontificato e per undici anni Giovanni Paolo II in tutti i suoi viaggi apostolici.
Nel 1974 vince il primo premio di un concorso giornalistico istituito dalla provincia di Perugia. Nel 1975 partecipa alla Biennale di Venezia con Fratelli tra i fratelli: viaggio nello Zambia. Il 13 maggio del 1981, giorno dell'attentato a Giovanni Paolo II, è tra i primi giornalisti ad accorrere in Piazza San Pietro per raccogliere la testimonianza delle persone presenti al momento dell'attentato. È stato testimone di numerosi incontri politici a livello internazionale e nazionale, ha seguito in prima persona Aldo Moro e in particolare, nel 1978, la vicenda del rapimento.
Ha stabilito contatti diretti in ogni parte del mondo con persone di ogni ceto, protagoniste attive o passive delle vicende umane. Ha innestato tutte queste stimolanti esperienze nel filone culturale cristiano, che fa capo a San Francesco d'Assisi.
Si può definire uno dei più autorevoli vaticanisti, distintosi soprattutto per la sua capacità di divulgazione e la sua vocazione alla professione del "giornalismo sul campo". Ha accompagnato infatti il pontefice durante i suoi lunghi e frequenti viaggi all'estero, regalando ai telespettatori telecronache sintetiche e avvincenti.
Si prodigò in un'intensa attività editoriale: scrisse numerose pubblicazioni di genere giornalistico e saggistico, che sono state tradotte in tutto il mondo raccogliendo sempre il favore dei lettori.

### Morte
Muore prematuramente all'età di 54 anni a Roma, nella sala stampa della Santa Sede, mentre intervistava il direttore della sala stampa Joaquin Navarro Valls, in seguito ad un malore, il 23 giugno 1988. È sepolto nella tomba di famiglia a Gubbio, sua città natale.

## Produzioni
Oltre ad aver scritto numerose pubblicazioni, ha collaborato in diverse produzioni come regista in particolare in Zambia ed in Giappone a Nagasaki. Nell'anno del Giubileo del 1974 ha collaborato insieme a Franco Zeffirelli nella regia dell'apertura della Porta Santa. Nel 1986 ha commentato per il TG1 lo storico incontro interreligioso tenutosi ad Assisi.

## Il ricordo di Giovanni Paolo II
Sull'aereo che lo porta da Vienna a Linz, il Santo Padre ricorda Dante Alimenti, il giornalista del TG1 che lo ha accompagnato nel corso di tutti i suoi viaggi, deceduto a Roma. Queste le parole pronunciate da Giovanni Paolo II:

## Premi
- 1974 - Primo premio giornalistico - Perugia
- 1994 - Premio Bandiera alla memoria - Gubbio

## Pubblicazioni
- Le mie radici, Volumnia editrice, Perugia (2013)
- Assisi, una pace diversa (1988)
- Lourdes, Fatima, Guadalupe (1988)
- Don Bosco: l'avventura di un povero prete di campagna (1988)
- Al seguito di Gesù (1987)
- Nel segno della pace. Le religioni si incontrano (1986)
- Padre Pio (1984)
- Francesco poverello di Dio (1984)
- Antonio da Padova un santo per tutti gli uomini (1983)
- Storia dell'Anno santo (1983)
- La Sfida delle immagini alla scuola (1982)
- Polonia, il golpe rosso (1982)
- Amore e vita (1981)
- Il Papa, i giovani, la speranza (1980)
- Tele-giornale segreto (1978)
- Il caso Lefebvre (1977)
- Guerriglieri per amore (1973)

## Omaggi

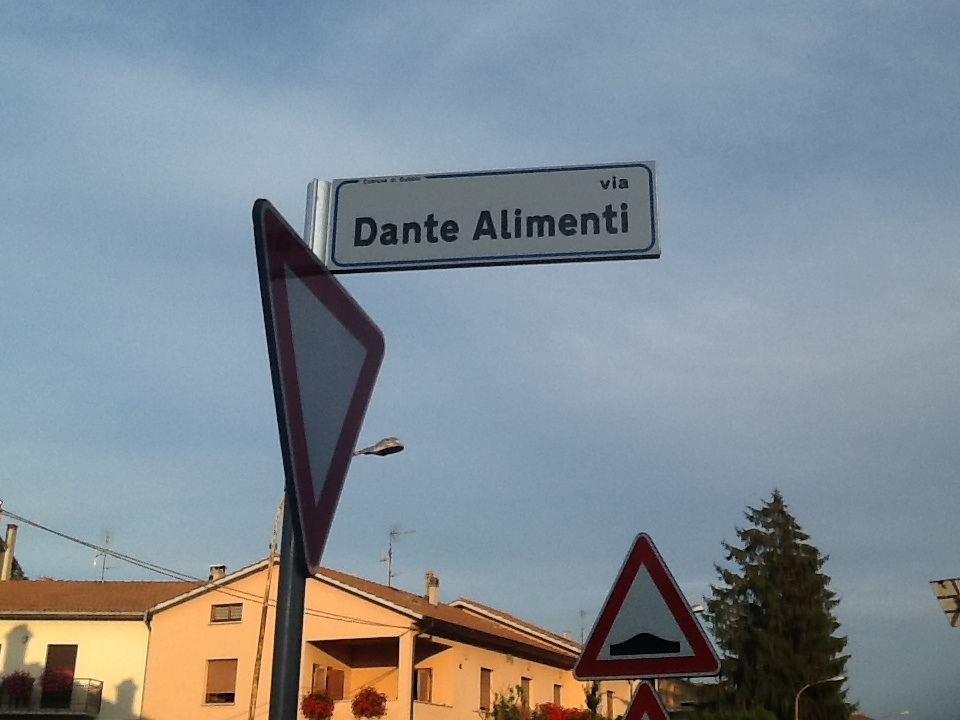
La via intitolata a Gubbio

Il Comune di Roma ha ricordato i nomi più famosi di giornalisti italiani dedicando loro le vie di un comprensorio, nei pressi di Torrevecchia: una di queste vie è stata dedicata a Dante Alimenti. Anche a Gubbio, sua città natale, gli è stata dedicata una via. Inoltre pochi anni dopo la sua morte, è stata aperta a Roma una Scuola di Giornalismo a lui intitolata.